# New Super Mario Bros. U
New Super Mario Bros. U is een spel in de Super Mario-reeks, uitgebracht als lanceerspel voor de Wii U. De aankondiging was tijdens de persconferentie van Nintendo op de Electronic Entertainment Expo 2012.
Het spel is grafisch vergelijkbaar met New Super Mario Bros. Wii, maar is in HD. Het spel bevat ook een booststand, waarbij een speler met de Wii U GamePad de speler(s) met de Wii Remote(s) kan helpen door blokjes te plaatsen door op het scherm van de Wii U GamePad te tikken.
Een vergelijkbare technologiedemo was bekend als New Super Mario Bros. Mii dat op de Electronic Entertainment Expo 2011 speelbaar was. Het spel is speelbaar in 720p.

## Spelstanden
New Super Mario Bros. U bevat diverse spelstanden. Naast het hoofdverhaal, waarin Peach bevrijd dient te worden uit het kasteel, zijn ook de spelstanden Recordrace, Missies en Muntengevecht te spelen.
(maart 2017)

## Werelden
- Wereld 1 – Eikelvallei (Acorn Plains)
- Wereld 2 – Zandkoekjesland  (Layer-Cake Desert)
- Wereld 3 – Suikerwaterzee  (Sparkling Waters)
- Wereld 4 – Glazuurgletsjer  (Frosted Glacier)
- Wereld 5 – Cassismoeras  (Soda Jungle)
- Wereld 6 – Zoetmijnen  (Rock-Candy Mines)
- Wereld 7 – Slagroomwolken (Meringue Clouds)
- Wereld 8 – Peach's Kasteel (Peach's Castle)
- Wereld 9 – Supersterstraat (Superstar Road)

## New Super Luigi U
In juni 2013 verscheen een downloadbare content voor New Super Mario Bros. U, genaamd New Super Luigi U. Dit spel lijkt sterk op New Super Mario Bros. U, maar met Luigi in de hoofdrol. Het spel werd uitgebracht ter ere van de dertigjarige verjaardag van Luigi. Het spel verscheen op 26 juli 2013 ook in fysieke vorm in winkels, los van New Super Mario Bros. U.
De personages zijn vrijwel hetzelfde, alleen treedt Mario niet op in dit spel. In plaats van Mario is het personage Nabbit nu een speelbaar personage. Nabbit kan echter geen schade oplopen door obstakels en vijanden, maar hij kan ook geen power-ups gebruiken. Wel kan hij een leven verliezen door in een afgrond te vallen.
De werelden zijn identiek aan die in New Super Mario Bros. U, maar de velden zijn opnieuw ontworpen voor betere aansluiting met de eigenschappen van Luigi. Daarnaast moet elk veld binnen 99 seconden worden voltooid. Een opmerkelijke toevoeging is dat er in elk veld een Luigi-figuur op de achtergrond kan worden gevonden.

## New Super Mario Bros. U + New Super Luigi U
New Super Mario Bros. U + New Super Luigi U is een compilatiespel dat New Super Mario Bros. U en New Super Luigi U bevat met 222 extra bonusvideo's, waaronder 5 exclusieve van New Super Luigi U. Het compilatiespel kwam uit op 1 november 2013 in een bundel voor de Wii U, los op 16 oktober 2015 en als onderdeel van Nintendo Select op 15 april 2016.

## New Super Mario Bros. U Deluxe
Tijdens een Nintendo Direct presentatie op 13 september 2018 werd het spel New Super Mario Bros. U Deluxe aangekondigd. Het spel is op 11 januari 2019 uitgebracht en bevat zowel de inhoud van New Super Mario Bros. U en New Super Luigi U. Daarnaast zijn Nabbit en Toadette nu speelbare personages. In het spel kan Toadette gebruik maken van een Superkroon-power-up, waarmee ze in Peachette veranderd.
De bekendmaking van Peachette leidde tot speculatie door fans over de werking van de Superkroon. Er verscheen fanart die andere karakters vermengt met de Superkroon, waaronder ook antagonist Bowser. Dit leidde tot een hype over het nieuwe personage "Bowsette" of "prinses Koopa".